# Дівчата в уніформі (фільм, 1958)
«Дівчата в уніформі» (нім. Mädchen in Uniform) — німецький фільм-драма 1958 року, поставлений угорським режисером Гезою фон Радваньї за п'єсою Крісти Вінслое «Вчора і сьогодні» (нім. Gestern Und Heute). Фільм є ремейком культової лесбійської стрічки «Дівчата в уніформі» 1931 року. Прем'єра відбулася 8 липня 1958 на 8-му Берлінському міжнародному кінофестивалі, де стрічка брала участь в основній конкурсній програмі, змагаючись за головний приз фестивалю — «Золотого ведмедя».

## Сюжет
Мануелу фон Майнгардіс (Ромі Шнайдер) тітка привозить в одну зі шкіл-інтернатів. Мати Мануели померла, і дівчину вирішують залишити на виховання в навчальному закладі з суворим режимом, яким керує сувора і владна директорка фройляйн фон Нордек цур Нідден (Тереза Гізе). Чутлива й емоційна Мануела, що важко переживає смерть матері, привертається до викладачки фройляйн фон Бернбург (Лілі Палмер), яка намагається поводитися з ученицями тепло і чесно, вступаючи при цьому в конфлікт з начальством. Все більше і більше утягуючись в емоційну пристрасть, Мануела на святі, присвяченому дню народження директорки, напивається пуншу і привселюдно заявляє про кохання між нею і фройляйн фон Бернбург. Вибухає скандал. Вчителька готова покинути школу, але в цей час Мануела ледве не вчиняє самогубство. Подія примушує жорстку директорку переосмислити свою позицію.

## У ролях
| Ліллі Палмер     | ···· | фройляйн Елізабет фон Бернбург             |
| Ромі Шнайдер     | ···· | Мануела фон Майнгардіс                     |
| Тереза Гізе      | ···· | фройляйн фон Нордек цур Нідден, директорка |
| Бландіна Ебінгер | ···· | фройляйн фон Ракет                         |
| Адельгайд Зеєк   | ···· | Принцеса                                   |
| Гіна Альберт     | ···· | Марга                                      |
| Сабіна Сіньєн    | ···· | Ільзе фон Вестгаген                        |
| Крістін Кауфманн | ···· | Міа                                        |
| Данік Патіссон   | ···· | Александра фон Тресков                     |
| Марта Меркадьє   | ···· | мадам Обер                                 |

## Визнання
| Нагороди та номінації фільму «Дівчата в уніформі» | Нагороди та номінації фільму «Дівчата в уніформі» | Нагороди та номінації фільму «Дівчата в уніформі» | Нагороди та номінації фільму «Дівчата в уніформі» | Нагороди та номінації фільму «Дівчата в уніформі» | Нагороди та номінації фільму «Дівчата в уніформі» |
| Рік                                               | Кінофестиваль / кінопремія                        | Категорія / нагорода                              | Номінант(ка)                                      | Результат                                         |                                                   |
| ------------------------------------------------- | ------------------------------------------------- | ------------------------------------------------- | ------------------------------------------------- | ------------------------------------------------- | ------------------------------------------------- |
| 1958                                              | Берлінський міжнародний кінофестиваль             | Золотий ведмідь                                   | Дівчата в уніформі                                | Номінація                                         |                                                   |
| 1958                                              | Премія «Бамбі»                                    | Найкраща молода акторка                           | Сабіна Сіньєн                                     | Перемога                                          |                                                   |
| 1959                                              | Німецька кінопремія                               | Найкраща гра акторки в головній ролі              | Лілі Палмер                                       | Номінація                                         |                                                   |
| 1959                                              | Німецька кінопремія                               | Найкраща гра акторки в головній ролі              | Ромі Шнайдер                                      | Номінація                                         |                                                   |
| 1959                                              | Німецька кінопремія                               | Найкраща гра акторки в ролі другого плану         | Бландіна Ебінгер                                  | Номінація                                         |                                                   |